# Clyde D. Eddleman

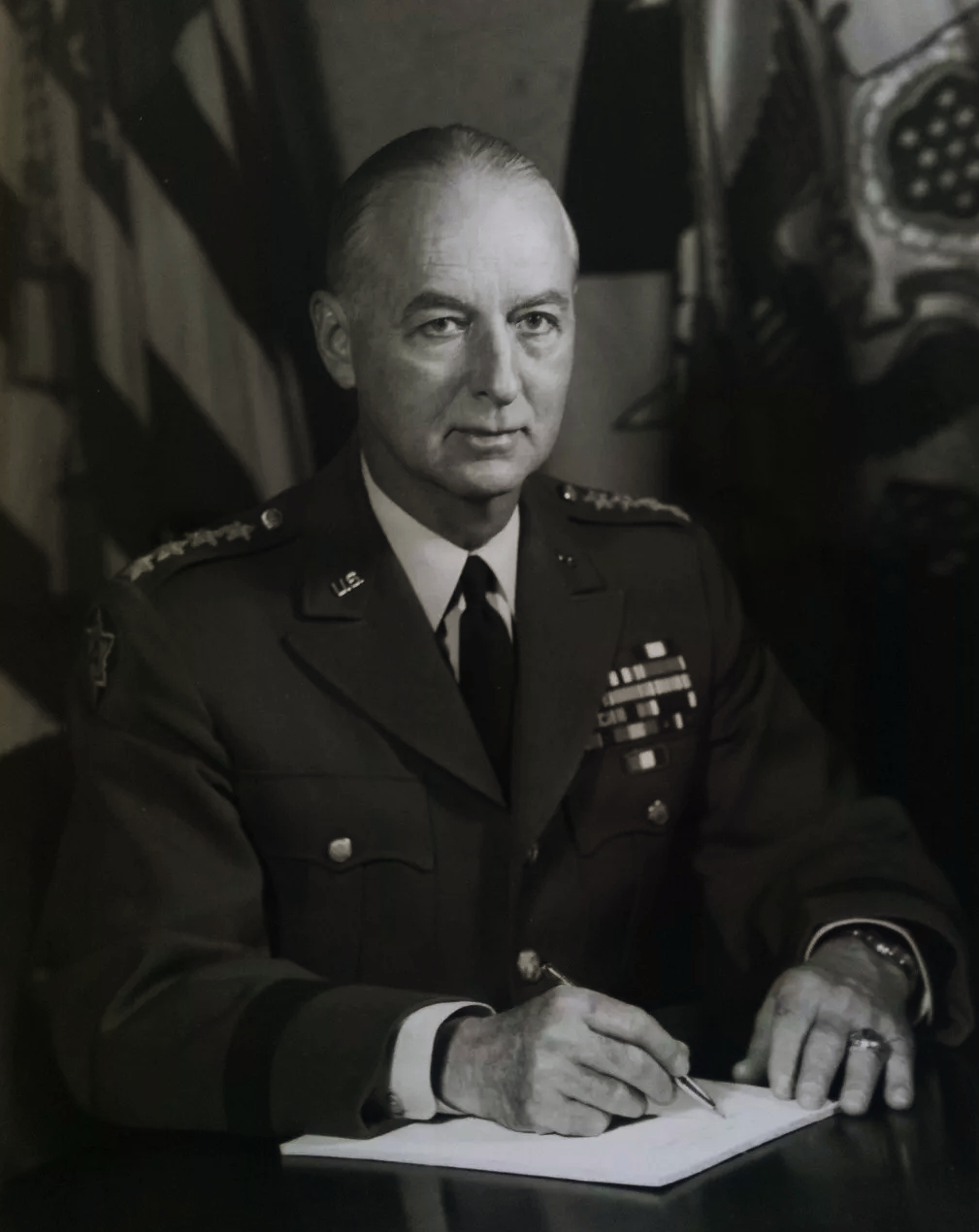
General Clyde D. Eddleman

Clyde Davis Eddleman (* 17. Januar 1902 in Orange, Kalifornien; † 19. August 1992 in Washington, D.C.) war ein US-amerikanischer General der US Army, der unter anderem zwischen 1960 und 1962 Vize-Chef des Generalstabes des Heeres (Vice Chief of Staff of the Army) war.

## Leben

### Militärische Ausbildung und Zweiter Weltkrieg
Clyde Eddleman, Sohn von William Henry Eddleman und Janie Brown Tureman Eddleman, besuchte die Lake Charles High School in Lake Charles und begann danach eine militärische Ausbildung an der US Military Academy in West Point, die er im 1924 abschloss. Zugleich wurde er zum Leutnant (Second Lieutenant) befördert und zur Infanterie versetzt. In den folgenden Jahren folgten zahlreiche Verwendungen als Offizier in der US Army und als Absolvent verschiedener Militärschulen. Er fungierte zwischen dem 29. November 1941 und dem 31. Mai 1942 als Leiter der Ausbildungsabteilung der Dritten US-Armee (Third US Army). Nach dem Angriff auf Pearl Harbor und dem damit verbundenen Eintritt der USA in den Zweiten Weltkrieg am 8. Dezember 1941 wurde ihm am 24. Dezember 1941 der Brevet-Rang eines Oberstleutnants verliehen und war vom 1. Juni 1942 bis zum 25. Januar 1943 Assistierender Chef des Stabes (Assistant Chief of Staff (G-3)) der Dritten US-Armee, wobei ihm in dieser Verwendung am 9. Juli 1942 auch der Brevet-Rang eines Obersts verliehen wurde.
Daraufhin war er zwischen dem 26. Januar 1943 und dem 30. November 1945 Assistierender Chef des Stabes (Assistant Chief of Staff (G-3)) der Sechsten US-Armee (Sixth US Army), mit der er an Kampfeinsätzen in Neuguinea, auf den Admiralitätsinseln sowie auf den Philippinen teilnahm. In dieser Zeit wurde ihm am 12. November 1944 der Brevet-Rang als Brigadegeneral verliehen sowie 1946 erstmals mit der Army Distinguished Service Medal, dem Silver Star und auch dem Legion of Merit ausgezeichnet.

### General undVice Chief of Staff of the Army
Nach Ende des Zweiten Weltkrieges gehörte Eddleman zwischen dem 4. Januar und dem 28. Juni 1946 dem Gemeinsamen Operationsprüfungsausschusses (Joint Operations Review Board) an und fungierte vom 29. Juni 1946 bis zum 15. April 1949 als Assistierender Kommandant des Armed Forces Staff College (AFSC) in Norfolk, wobei er in dieser Verwendung am 12. Juni 1948 zum Oberstleutnant (Lieutenant-Colonel) und am 10. Juni 1948 zum Oberst (Colonel) befördert wurde. Daraufhin war er zwischen dem 9. Juni 1949 und dem 5. August 1952 in Personalunion Kommandeur der US-Truppen in Triest sowie zugleich Generaldirektor für zivile Angelegenheiten der Alliierten Militärverwaltung des Freien Territoriums Triest. Anschließend fungierte er vom 5. August 1952 bis zum 31. März 1954 als Assistierender Chef des Stabes des Heeres für Operationen (Assistant Chief of Staff for Operations (G-3)) sowie zwischen 1954 und 1955 als Kommandeur der in Frankfurt am Main stationierten 4. Infanteriedivision (4th Infantry Division), der sogenannten „Iron Horse“, ehe er vom 27. Mai bis zum 10. Oktober 1955 Kommandant des US Army War College in Carlisle war. Danach war er vom 10. Oktober bis zum 31. Dezember 1955 stellvertretender Chef des Stabes des Heeres für Planung (Deputy Chief of Staff for Plans) sowie zwischen dem 3. Januar 1956 und dem 31. Mai 1958 stellvertretender Chef des Stabes des Heeres für Operationen (Deputy Chief of Staff for Operations).
Am 1. Juli 1958 löste Generalleutnant Eddleman General Henry I. Hodes als Kommandierender General der Siebten US-Armee (Seventuh US Army) und wurde im Anschluss am 1. April 1959 auch dessen Nachfolger als Kommandeur der US-Landstreitkräfte in Europa (US Army Europe). Auf diesem Posten verblieb er bis zum 20. Oktober 1960, woraufhin Generalleutnant Bruce C. Clarke seine Nachfolge antrat. Zuletzt übernahm er am 1. November 1960 als Nachfolger von General George Decker den Posten als Vize-Chef des Generalstabes des Heeres (Vice Chief of Staff of the Army) und hatte diesen bis zu seinem Eintritt in den Ruhestand am 31. März 1962, wonach General Barksdale Hamlett sein Nachfolger wurde. Für seine Verdienste in dieser Verwendung wurde er am 10. April 1962 zum zweiten Mal mit der Army Distinguished Service Medal geehrt.
Nach seinem Ausscheiden aus dem aktiven Militärdienst war Eddleman von 1962 bis 1966 Vizepräsident der Universal Match Corporation und danach Direktor und Repräsentant dieses Unternehmens. Des Weiteren war er zwischen 1962 und 1980 Vorstandsmitglied sowie von 1980 bis 1982 der Army and Air Force Mutual Aid Association (AAFMAA), einer Vereinigung zur Unterstützung von Angehörigen des Heeres und Luftstreitkräfte.
Aus seiner Ehe mit Lorraine Eddleman gingen die Söhne Clyde Davis Eddleman, Jr., der 1929 als Zweijähriger verstarb, und John Heath Eddleman hervor. Nach seinem Tode wurde er auf dem Nationalfriedhof Arlington bestattet.

## Auszeichnungen
Auswahl der Auszeichnungen, sortiert in Anlehnung der Order of Precedence of Military Awards:
- Army Distinguished Service Medal (2×)
- Silver Star
- Legion of Merit
- American Defense Service Medal
- American Campaign Medal